# Émile Cagniart
Émile Antoine Joseph Cagniart né le 23 mai 1851 à Paris 1er et mort le 14 février 1911 à Paris 9e, est un peintre français.

## Biographie
Élève d’Antoine Guillemet, Émile Cagniart a débuté au Salon de 1877 avec sa toile de La Butte Montmartre. Ses envois des années suivantes reproduisent des sites de la Manche, de Seine-et-Oise, de la Seine et de Paris. Au Salon de 1897, il a exposé une Vue du Palais de Justice, acquise par l’État. En 1900, il a été admis au comité de sélection du Salon.
Cagniart excellait dans les paysages parisiens et dans les effets de soleil couchant. Paris lui a inspiré encore d’autres motifs comme le boulevard de Rochechouart, le parc Monceau, etc.
Il avait obtenu une médaille de troisième classe en 1887, une mention honorable au Salon de 1889 et une médaille de bronze à l’Exposition universelle de la même année ; enfin, une médaille d’argent à celle de 1900. Il était membre du comité de la Société des artistes français et vice-président de l’Association amicale des artistes paysagistes. Nommé chevalier de la Légion d’honneur le 11 octobre 1906, il était également officier d'Académie et récipiendaire de l’ordre du Nichan Iftikhar.
À l’issue de ses obsèques à l’église Notre-Dame-de-Lorette, il a été inhumé à Paris au cimetière de Montmartre.

## Œuvres
- Paris, Fondation Custodia, Effets de neige : Fortifications près de Montmartre, Paris, pastel, 461 par 601 mm, inv. 2023-T.70.
- Paris,  musée d'Orsay, Vue du palais de Justice de Paris : façade sur le Boulevard du Palais, inv. RF 22898, recto.
- Rouen, musée des beaux-arts, Le soleil et la neige,  inv.890.41.

## Distinctions
- Officier d'académie
- Chevalier du Nichan Iftikhar
- Chevalier de la Légion d'honneur (1906)